# River Neath
Der River Neath (walisisch Afon Nedd) ist ein Fluss in Wales. 

## Geographie
Der Fluss entspringt als Nedd Fechan in etwa 650 m Höhe zwischen den Gipfeln des Fan Gyhirych und Fan Fraith im Bergland von Fforest Fawr im Bannau-Brycheiniog-Nationalpark. Der Fluss fließt über eine Reihe von Stromschnellen und Wasserfällen etwa 12 km südlich. Bei Pontneddfechan in der Nähe von Glynneath fließt von links der Afon Mellte zu. Der nun River Neath genannte Fluss fließt im Gegensatz zu vielen anderen südwalisischen Flüssen ab hier in südwestlicher Richtung durch ein breites, Vale of Neath genanntes Tal. Aus dem umgebenden Bergland fließen zahlreiche Bäche wie der Afon Pyrddin, River Dulais und zahlreiche weitere Bäche zu, die teils in Wasserfällen zu Tal fließen. Die bekanntesten Wasserfälle sind die 25 m hohen Melincourt Falls und die Aberdulais Fall, Die Region gilt als wasserfallreichste Region von Wales und wird deshalb auch Waterfall Country genannt. 
Ab der Stadt Neath sind die Gezeiten im Fluss bemerkbar. In der Küstenebene wird er von der Autobahn M4 überquert. Südwestlich von Briton Ferry mündet er in die Swansea Bay.

## Geschichte
Obwohl das Vale of Neath während der Industrialisierung eine bedeutende Rolle spielte, wurde es nie so intensiv industriell genutzt wie andere südwalisische Valleys, beispielsweise das Afan Valley. Die Neath Abbey Ironworks waren im 18. und 19. Jahrhundert einer der bedeutendsten Industriebetriebe von Wales. Die Überreste dieser Fabrik, das ehemalige Aberdulais Tinwork sowie der Neath Tennant Canal sind Zeugen der Rolle, die das Vale of Neath während der Industrialisierung spielte.
Kohlebergbau spielte im Gegensatz zu anderen Valleys wegen der schweren Erreichbarkeit der Kohlelager an den oberen Berghängen nur eine geringe Rolle. Daneben wurde im oberen Tal Kieselerde abgebaut. Eines der beiden noch fördernden walischen Steinkohlenbergwerke (Stand 2022) ist das Kohlebergwerk Aberpergwm bei Glynneath, das um 1811 angelegt worden war, in den 1930er Jahren mit 1500 Bergleuten der Höhepunkt seiner Förderung erreichte, zweimal (von 1985 bis 1996 und von 2015 bis 2018) stillgelegt war und 2018 wieder in Betrieb ging. 2022 waren dort rund 200 Bergleute beschäftigt.

## Verkehr
Durch das Tal verlaufen die Vale of Neath Railway sowie die Schnellstraße A465.